# 駝背鬚蓋鯰
駝背鬚蓋鯰，為輻鰭魚綱鯰形目甲鯰科鬚蓋鯰屬的其中一種，為熱帶淡水魚，分布於南美洲araíba do Sul河流域，體長可達26.3公分，棲息在水流快速、岩石底質的底層水域，生活習性不明。

## 扩展阅读
維基物種上的相關：駝背鬚蓋鯰